# Rogów (Silésie)
Pour les articles homonymes, voir Rogów.
Rogów est une localité polonaise de la gmina de Gorzyce, située dans le powiat de Wodzisław en voïvodie de Silésie.